# Erik Gustafsson (ishockeyspelare född i Oskarshamn)
Erik Sven Gustafsson, född 18 december 1992 i Oskarshamn, Småland, är en svensk professionell ishockeyspelare som spelar för Västerviks IK.

## Klubblagskarriär

### Tidig karriär
Gustafsson spelade ungdoms- och juniorhockey i moderklubben IK Oskarshamn. Den 27 juli 2013 skrev han på för Borlänge HF i Hockeyettan. Han hade tidigare varit på ett kort lån till Västerviks IK i Hockeytvåan, där han för första gången fick känna på seniorhockey. Han lämnade Borlänge efter endast en säsong, där han noterade för 14 poäng på 41 matcher.

### Västerviks IK
Den 24 april 2014 skrev Gustafsson på för Västerviks IK i Hockeyettan.

## Spelstil
Gustafsson är en defensivback med ett bra första pass upp till forward. Han har god förmåga att kunna lägga pucken sarg ut för att kunna flytta spelet från den egna zonen.